# Daphnella pessulata
Daphnella pessulata é uma espécie de gastrópode do gênero Daphnella, pertencente à família Raphitomidae.